# Raquel Partnoy
Raquel Partnoy (sinh năm 1932 tại Rosario, Santa Fe) là một họa sĩ, nhà thơ và nhà luận văn người Argentina. Bà học tại một trường nghệ thuật ở thành phố đó nhưng sau khi kết hôn và chuyển đến thành phố cảng phía nam Bahía Blanca năm 1954, bà tham dự một vài năm tại hội thảo của Buenos Aires về họa sĩ và giáo viên Achentrio Urruchúa có ảnh hưởng của Argentina.
Chương trình đầu tiên của Partnoy là tại Van Riel Gallery năm 1965, và bà tiếp tục vẽ và tổ chức triển lãm tại các địa điểm khác nhau ở Buenos Aires và các thành phố khác của đất nước cho đến năm 1994 khi cô chuyển đến Hoa Kỳ. Bà định cư tại Washington D.C., nơi bà tiếp tục sự nghiệp nghệ thuật của mình. Theo lời mời của Đại sứ quán Argentina tại Washington, D.C. Partnoy trưng bày loạt phim "Women of the Tango" và "Tango: Inner Landscapes" vào năm 1997 và 2003, nơi bà miêu tả những câu chuyện được tìm thấy trong lời bài hát tango như những người phụ nữ trẻ bị phân biệt đối xử và ngược đãi bởi xã hội. Bà cũng đã có triển lãm cá nhân tại Bảo tàng Do Thái Quốc gia B'nai B'rith Klutznick, Cao đẳng Goucher và Phòng trưng bày Studio của Washington.
Qua loạt tranh "Cuộc diệt chủng còn sống sót" được trưng bày tại Thư viện Martin Luther King, Jr. Năm 2003, Partnoy mô tả kinh nghiệm gia đình của mình trong chế độ độc tài quân sự ở Argentina (1976–1983) khi 30.000 người biến mất và cuối cùng bị giết bởi khủng bố nhà nước. Vào ngày 12 tháng 1 năm 1977, con gái Alicia Partnoy của bà bị quân đội bắt cóc và biến mất trong ba tháng rưỡi. Trong thời gian này họ giữ bà trong trại tập trung La Escuelita ở Bahía Blanca. Bà đã bị cầm tù trong tổng cộng ba năm  trong các nhà tù khác. Cả bài tiểu luận của Raquel Partnoy về "Diệt chủng diệt chủng" và những hình ảnh về những bức tranh của bà về chủ đề này, đã được xuất bản trong cuốn Do Thái Diaspora ở Mỹ Latinh và vùng Ca-ri-bê: Những mảnh vỡ của bộ nhớ, Kristin Ruggiero, biên soạn. Sussex Academic Press, Vương quốc Anh, 2005.

Bà là họa sĩ minh họa của The Little School: Tales of Disappearance and Survival, được viết bởi con gái Alicia Partnoy.